# Amadou Traoré
Amadou Traoré né le 7 mars 2002 à Paris en France, est un footballeur franco-guinéen jouant au poste d'ailier droit à Panachaïkí.

## Biographie

### En club
Amadou Traoré est né le 7 mars 2002 à Paris, de parents guinéens originaires du village de Kebeya dans la région de Kouroussa.
Il passe par le Paris FC avant de rejoindre en 2016 le centre de formation des Girondins de Bordeaux. En mai 2019 il signe son premier contrat professionnel avec les Girondins.
Il joue son premier match en professionnel le 25 octobre 2020, son entraîneur Jean-Louis Gasset lui donne sa chance lors d'une rencontre de Ligue 1 face au Nîmes Olympique. Il entre en jeu à la place de Hatem Ben Arfa lors de ce match remporté par son équipe (2-0 score final).
Avec la relégation en Ligue 2 du club girondin, le contrat d'Amadou Traoré n'est pas prolongé et il se retrouve libre. Il effectue alors un essai non concluant au SC Cambuur et refuse également des offres de clubs chypriotes et d'équipes de deuxième division turque, ce qui l'amène à être inactif pendant la deuxième partie de l'année 2022. Finalement, il s'engage au Sporting II de Kansas City, formation de MLS Next Pro et équipe réserve de la franchise éponyme de Major League Soccer, le 16 janvier 2023. Cette expérience n'est cependant pas une réussite puisqu'il ne dispute que six rencontres jusqu'à la résiliation de son entente le 31 août suivant.
Quelques jours après son départ de Kansas City, Amadou Traoré s'engage en faveur de Panachaïkí, formation de deuxième division grecque.

### En sélection
D'origine guinéenne, Amadou Traoré représente la France dans les sélections de jeunes. En mai 2019, il est sélectionné avec les moins de 17 ans afin de participer au championnat d'Europe des moins de 17 ans 2019 qui se déroule en Irlande. Lors de cette compétition, il joue quatre matchs. Il se distingue en provoquant un penalty en faveur de son équipe et transformé par Adil Aouchiche en quarts de finale contre la Tchéquie (victoire 6-1 de la France). La France s'incline en demi-finale face à l'Italie.
En mars 2022, Amadou Traoré est convoqué pour la première fois avec l'équipe nationale de Guinée par le sélectionneur Kaba Diawara. Mais le joueur de 20 ans ne peut honorer une première sélection, étant blessé et déclarant donc forfait.